# Izvor špilja pod Velim vrhom
Izvor špilja pod Velim vrhom este o arie protejată (sit de importanță comunitară — SCI) din Croația întinsă pe o suprafață de 0,78 ha, integral pe uscat.

## Localizare
Centrul sitului Izvor špilja pod Velim vrhom este situat la coordonatele 44°53′10″N 13°50′54″E / 44.886051°N 13.848235°E.

## Înființare
Situl Izvor špilja pod Velim vrhom a fost declarat sit de importanță comunitară în iulie 2013 pentru a proteja un număr necunoscut de specii din flora spontană și fauna sălbatică aflate în arealul zonei.

## Biodiversitate
Situată în ecoregiunea mediteraneană, aria protejată conține 1 habitat natural: Peșteri inaccesibile publicului.
La baza desemnării sitului se află un număr nedeclarat de specii protejate.